# أبو طاهر إبراهيم بن ناصر الدولة
أبو طاهر إبراهيم بن ناصر الدولة كان أميرًا حمدانيًا ، وكان مع أخيه الحسين آخر حاكم حمداني للموصل في 989-990. بعد هزيمته على يد الأكراد المروانيين، قُتل على يد الزعيم العقيلي محمد بن المسيب الذي اغتصب حكم الموصل لعائلته.

## الحياة
كان إبراهيم الابن الأصغر لمؤسس الإمارة الحمدانية في الموصل، ناصر الدولة ( r. 935-967 ). وخلف ناصر الدولة ابنه أبو تغلب، الذي كان عليه أن يواجه انتفاضة أخيه غير الشقيق حمدان. ويبدو أن إبراهيم وقف إلى جانب حمدان، لأنه عندما هُزم الأخير عام 971 وهرب إلى البلاط البويهي في بغداد، انضم إليه إبراهيم. أدى تنافس أبو تغلب مع البويهيين في النهاية إلى الاستيلاء على الموصل من قبل البويهيين عدود الدولة عام 978، مما أجبر أبو تغلب على الفرار إلى سوريا. لكن يبدو أن إبراهيم وأخيه الحسين قد استسلما للبويهيين ودخلوا في خدمتهم، أو ربما تم احتجازهم كرهائن في بغداد.
خلال الثمانينات، تعرضت الموصل للتهديد من قبل الزعيم الكردي باد بن دستك. ترك الحاكم البويهي المحلي دون دعم من بغداد، وتوجه إلى القبائل العربية المحلية من بني عقيل وبني نمير للحصول على المساعدة. وقد هدد هذا سيطرة البويهيين على المنطقة بقدر ما هدد الأكراد، وفي عام 989، سمح الأمير البويهي الجديد، بهاء الدولة، للأخوة الحمدانيين بالعودة إلى الموصل، على أمل أن تؤدي علاقاتهم المحلية إلى حشد المعارضة ضد باد، و إبقاء القبائل العربية تحت السيطرة.
لقد استقبل السكان المحليون الحمدانيين بحماس شديد، لدرجة أنهم ثاروا وطردوا الوالي البويهي من الموصل. دعم العقيل الحمدانيين، وسيطروا على بلدات جزيرة بن عمر ونصيبين وبلد (شمال الموصل) في المقابل. مستغلاً الاضطرابات، هاجم باد الموصل في العام التالي، لكنه هُزم وقتل على يد قوات العقيل الأقل عدداً في معركة بالقرب من بلد. أعقب ذلك هجوم حمداني مضاد في منطقة عميدة ضد خليفة باد، أبو علي الحسن بن مروان، لكنه فشل في إحراز أي نجاح. وبالفعل تم أسر الحسين خلال الحملة، ليتم إطلاق سراحه واللجوء إلى الخلافة الفاطمية. هرب إبراهيم مع ابنه علي إلى نصيبين التي كانت تحت سيطرة العقيليين، حيث أسرهم محمد وقتلهم، واغتصب حكم الموصل وأسس سلالة العقيليين.